# Peyrilles
Peyrilles – miejscowość i gmina we Francji, w regionie Oksytania, w departamencie Lot.
Według danych na rok 1990 gminę zamieszkiwało 340 osób, a gęstość zaludnienia wynosiła 12 osób/km² (wśród 3020 gmin regionu Midi-Pyrénées Peyrilles plasuje się na 728. miejscu pod względem liczby ludności, natomiast pod względem powierzchni na miejscu 334.).